# Bataille de Wurtzbourg (1945)
Pour les articles homonymes, voir Bataille de Wurtzbourg.
Seconde Guerre mondiale
Batailles
Campagne d'Allemagne de 1945
- Blackcock
- Veritable
- Blockbuster
- Grenade
- Lumberjack
  - Remagen
- Undertone
- Traversée du Rhin
- Varsity
- Poche de la Ruhr
- Francfort
- Wurtzbourg
- Cassel
- Heilbronn
- Friesoythe
- Nuremberg
- Hambourg
- Amherst
- Archway
- Château d'Itter

Front d’Europe de l’Ouest
Front d’Europe de l’Est
Campagnes d'Afrique, du Moyen-Orient et de Méditerranée
Bataille de l’Atlantique
Guerre du Pacifique
Guerre sino-japonaise
La bataille de Wurtzbourg désigne la série d'opérations lancées par la 42e division d'infanterie américaine entre le samedi 31 mars 1945 et le vendredi 6 avril 1945. Ces opérations s'achèvent lors de la conquête de la ville par les troupes américaines.

## Déroulement de la bataille
La défense de Wurtzbourg dirigée par le Gauleiter Otto Hellmuth et le colonel de la Wehrmacht Richard Wolf et sur les ordres de Hitler représentent la première résistance sérieuse pour la division américaine après la traversée du Rhin.
Après la chute de Hettstadt au nord-ouest de Würzburg aux mains des Américains le dimanche 1er avril, toutes les forces allemandes se retirent sur la rive droite du Main la nuit du dimanche de Pâques sous la pression des troupes américaines et des renforts attendus. Tandis que l'artillerie américaine prend position sur les hauteurs du Nikolausberg et du Katzenberg pour bombarder le centre-ville, sur le Keesberg viennent des canons allemands. Le lundi de Pâques, le Ludwigsbrücke vers 11h30, l'Alte Mainbrücke vers 16h45 et le pont Luitpold à 17h15 sont dynamités pour empêcher le franchissement des Américains.
Dans la nuit de mardi, quelques GI près du Ludwigsbrücke traversent le Main avec des bateaux légers, sans rencontrer d'opposition significative, et le jour suivant, la tête de pont est élevée. Les mouvements de troupes, cependant, tombent bientôt sous le feu ciblé des tireurs d'élite postés par le commandant Wolf dans des maisons. En aval (au nord) de l'Alte Mainbrücke, des véhicules légers et des fantassins sont transportés sur la rive droite du Main sur un  flottant construit par des pionniers à partir du 3 avril.
Les plus lourdes batailles urbaines ont lieu mercredi et jeudi dans le centre-ville, en ruines depuis le bombardement de Wurtzbourg le 16 mars 1945, une tentative de contre-attaque des troupes allemandes en direction des trois ponts principaux échouent par un manque d'armement. Würzburg tombe entre les mains des Américains.
Après que son fils soit tombé dans la bataille dans une compagnie du Volkssturm, le maire Theo Memmel, qui a également combattu avec l'arme à la main, s'en va dans l'arrière-pays. Le vendredi 6 avril 1945, les dernières unités allemandes dans les districts périphériques arrêtent, la résistance et la lutte autour de Wurtzbourg sont terminées.